# ساوو میلوشویچ
ساوو میلوشِویچ (سیریلیک صربی: Саво Милошевић؛ زادهٔ ۲ سپتامبر ۱۹۷۳) بازیکن سابق و مربی فوتبال اهل صربستان است.

## باشگاهی
از باشگاه‌هایی که وی در آن‌ها بازی کرده است می‌توان به روبین کازان، پارما، اوساسونا، رئال ساراگوسا، سلتاویگو، استون ویلا، پارتیزان، و اسپانیول اشاره کرد.

## تیم ملی
وی همچنین در تیم ملی فوتبال یوگسلاوی (که بعداً به صربستان و مونته‌نگرو تغییر نام داد) بازی کرده و در دو جام جهانی ۱۹۹۸ و ۲۰۰۶ به میدان رفته است. در یورو ۲۰۰۰ با به ثمر رساندن ۵ گل برای تیم ملی یوگسلاوی به همراه پاتریک کلایورت مهاجم هلندی آقای گل مسابقات شد.